# Chioneosoma pulvereum
Chioneosoma pulvereum är en skalbaggsart som beskrevs av August Wilhelm Knoch 1801. Chioneosoma pulvereum ingår i släktet Chioneosoma och familjen Melolonthidae. Inga underarter finns listade i Catalogue of Life.